# 布魯薩爾齊
布魯薩爾齊是保加利亞的城鎮，位於該國西北部，距離首府蒙塔納40公里，由蒙塔納州負責管轄，面積20.84平方公里，海拔高度108米，2010年人口1,308，居民主要信奉東正教。

## 外部連結
- Official website of the Brusartsi Municipality.
- Regional Information Portal （页面存档备份，存于）
- Radio and Television in Brusartsi